# The Routers
The Routers was een Amerikaanse instrumentale pop- en surfband van begin jaren 1960.

## Bezetting
- Mike Gordon (zang, slaggitaar)
- Scott Walker (basgitaar)
- Al Kait (leadgitaar)
- Lynn Frasier (tenorsaxofoon)
- Randy Viers (drums)

## Geschiedenis
The Routers werden geformeerd in 1961 door Michael Z. Gordon. Bij hun opnamen werd soms gebruik gemaakt van sessiemuzikanten in aanvulling op de eigenlijke band, met uitzondering van Gordon die ook een andere succesvolle band The Marketts formeerde. Gordon componeerde de bekroonde compositie Out Of Limits met The Marketts. Gordon speelde op bijna alle Routers en Marketts-sessies. De oorspronkelijke bezetting van The Routers was Al Kait (leadgitaar), Lynn Frasier (tenorsaxofoon), Michael Zane Gordon (slaggitaar, zang) Scott Walker (alias Scott Engel) (basgitaar) Randy Viers (drums).
De eerste publicatie van The Routers in september 1962 was het door een gitaar aangedreven instrumentale Let's Go (Pony), dat nummer 19 bereikte in de Billboard-hitlijst. Het aanstekelijke clap clap clap-clap-clap clap-clap-clap-clap Let's Go! gezang werd een favoriet van cheerleaders en menigten over de hele wereld. De songwriting credits werden toegekend aan de lokale zanger Lanny Duncan en zijn Robert Duncan. Lanny Duncan had eerder in 1961 de oorspronkelijke demo van het nummer opgenomen als lid van The Starlighters, met Tony Valentino op gitaar en Jody Rich op bas. De demo is opgenomen in Glendale met technicus Eddie Brackett. Valentino en Rich formeerden in 1962 The Standells.
De opname van The Routers werd geïnitieerd door producent Joe Saraceno en zijn co-producent en componist Michael Z. Gordon, die ook Apologize van Ed Ames componeerde. Zoals veel pop-instrumentalen opgenomen in Los Angeles zoals die van B. Bumble & the Stingers, waren Tommy Tedesco op gitaar, Gordon (gitaar), Plas Johnson (saxofoon) en Earl Palmer (drums) en waarschijnlijk ook Plas' broer Ray Johnson (basgitaar) betrokken bij Let's Go (Pony).
Latere opnamen van The Routers werden ook geschreven door Gordon, waaronder de nummers A-ooga en Big Band. Hun opnamen werden tot 1964 uitgegeven, maar met minder commercieel succes, waarbij Gordon (gitaar), Leon Russell (piano) en Hal Blaine (drums) waren betrokken. Dezelfde band namen ook in dezelfde periode op als The Marketts. Verschillende studio- en tourneeversies van de band omvatten ook Gordon, Randy Viers en Scott Engel (later van The Walker Brothers).

## Discografie

### Singles
- 1962: Let's Go (Pony); Mashy
- 1963: Make It Snappy; Half Time
- 1963: Sting Ray; Snap Happy
- 1964: Crack Up; Let's Dance
- 1964: Stamp And Shake; Ah-Ya

### Albums
- 1963: Let's Go! With The Routers
- 1963: The Routers Play 1963's Great Instrumental Hits
- 1965: The Routers Play The Chuck Berry Song Book
- 1973: Superbird